# Aníbal Ruiz
Aníbal Ruiz Leites (Salto, 1942. december 30. – Veracruz, 2017. március 10.) uruguayi edző, szövetségi kapitány.